# Mauro Tassotti
Mauro Tassotti (Roma, 19 de janeiro de 1960) é um ex-futebolista italiano, que atuava na lateral direita.

## Carreira
Iniciou sua carreira profissional pela Lazio, porém foi no Milan que se destacaria e permaneceria por dezessete anos.

## Seleção
Defendeu a Seleção Italiana nos Jogos Olímpicos de Seul 1988 e principalmente na Copa do Mundo de 1994, onde obteria o vice-campeonato. Na partida de quartas-de-final contra a Seleção Espanhola, Tassotti acertou uma forte cotovelada no atacante Luis Enrique que não foi visto pela arbitragem, e por isso ele não foi expulso. Após o jogo, porém, Tassotti fora punido por oito partidas de suspensão. Somente em 2011, Tassotti obteria o perdão de Luis Enrique.

## Treinador
Ao aposentar-se como jogador, permaneceu no Milan como auxiliar-técnico a partir de 2001.
Em janeiro de 2014 assumiu interinamente o comando da equipe com a demissão de Massimiliano Allegri.

## Títulos
Milan
- Serie A: 1987–88, 1991-92, 1992-93, 1993–94, 1995–96
- Supercopa da Itália: 1988, 1992
- Liga dos Campeões da UEFA: 1988–89, 1989–90, 1993–94
- Supercopa Europeia: 1989, 1990, 1994
- Copa Intercontinental: 1989, 1990